# 沖縄県総合運動公園
沖縄県総合運動公園（おきなわけんそうごううんどうこうえん）は、沖縄県沖縄市と中頭郡北中城村に位置する運動公園。都市公園法第2条第2項第5号に基づく公園施設である。

## 概要
沖縄県内最大級のスポーツ施設で敷地面積は約70.4haである。陸上競技場などのあるスポーツゾーン、レクリエーションプールやキャンプ場を中心にした海浜ゾーン、自然観察の森や展望台等の自然体験学習のできる森と水のゾーンの3つの目的別エリアに分かれる。
陸上競技場は日本陸上競技連盟（JAAF）第1種公認で、サッカースタジアムとしてもサッカーJ2規格を満たすスタジアムでFC琉球のホームスタジアムとして利用されている。
1983年に米軍基地「泡瀬通信施設」の米空軍レーダー施設「泡瀬通信補助施設基地」部分が返還される。
1987年に開催された海邦国体開催を目的に整備され、1984年に先行してサッカー場・テニス場・オムニコートが完成、1987年の国体直前までには体育館・プール・陸上競技場が完成した。
2010年には平成22年度全国高等学校総合体育大会（美ら島沖縄総体2010）の主会場となった。

## 施設

### スポーツゾーン
北側に位置する。
- 管理棟
- 案内センター
- 沖縄県総合運動公園陸上競技場
  - 補助競技場
- 沖縄県総合運動公園自転車競技場
- サッカー・ラグビー場（人工芝2面）
- テニスコート（オムニコート16面）
- 体育館
  - メインアリーナ
  - サブアリーナ
- 水泳プール（日本水泳連盟公認）
  - 屋外：50mプール
  - 室内：25mプール（冬期は温水）

### 森と水のゾーン
南側に位置する。
- レクリエーションドーム（屋内運動場）
- サイクルセンター（レンタサイクル）
- 望水亭（ボートの貸し出しを行っている）
- 森の池
- 自然観察の森
- 展望台
- 郷土館

### 海浜ゾーン
東側に位置する。
- レクリエーションプール
  - ウォータースライダー
  - 流水プール
  - 幼児プール
- オートキャンプ（50区画）
- 大型遊具

レクリエーションプールについては埋設配管の水漏れにより2022年のオープンが8月にずれこんだ。その後の調査でプール本体からも漏水している可能性が高いことがわかり、2023年の夏の営業が取りやめられた（配管の異なる小学生以下用プールは7月からオープンしている）。

## 料金
公園内の使用料は、施設によって違うので、当公園の公式サイトを参照されたい。

## アクセス
この節の出典：

### バス
- 那覇バスターミナルより東陽バス30系統（泡瀬東線）「泡瀬営業所行」または沖縄バス52系統（与勝線）「屋慶名バスターミナル行」で「県総合運動公園北口」下車。
- コザ十字路より東陽バス30系統（泡瀬東線）・沖縄バス52系統（与勝線）「那覇バスターミナル行」または沖縄バス61系統（前原線）「サンエーパルコシティ行」で「県総合運動公園北口」下車。
- 沖縄市循環バス東部ルート（日祝運休）で「沖縄県総合運動公園中央口」または「沖縄県総合運動公園北口」下車。

### 自動車
- 沖縄自動車道北中城ICから沖縄県道81号宜野湾北中城線にて東に5km（那覇空港から約45分）
- 那覇市内から国道329号を北へ27km（那覇空港から約55分）
  - 7ヶ所の出入り口があるが、国道329号に接続する北口、沖縄県道227号沖縄県総合運動公園線沿いにある中央口、南口、東口の3ヶ所が主に利用される。